# Csong Szunghjon
Csong Szunghjon (hangul: 정승현, handzsa: 鄭昇炫, RR: Jung Seung-hyun; Incshon, 1994. április 3. –) dél-koreai válogatott labdarúgó, jelenleg a Kasima Antlers játékosa.

## Pályafutása

### Klubcsapatban
2015. április 19-én mutatkozott be az Ulszan Hjonde első csapatában az Incshon United csapata ellen.

### A válogatottban
Részt vett a 2016-os riói olimpián és a 2017-es Kelet-ázsiai labdarúgó-bajnokságon, utóbbin aranyérmesek lettek. 2017. december 12-én mutatkozott be a felnőtt válogatottban Észak-Korea ellen. 2018 májusában bekerült a 2018-as labdarúgó-világbajnokságra készülő bő keretbe. Június 2-án a végleges keretbe is bekerült.

## Sikerei, díjai
- Dél-Korea
  - Kelet-ázsiai labdarúgó-bajnokság:2017

## Külső hivatkozások
- Csong Szunghjon profilja a Transfermarkt oldalán (angolul)
- Csong Szunghjon adatlapja a Soccerway oldalon (angolul)